# Tartex
Tartex is een merk broodbeleg op basis van gist. Het is biologisch en een vegetarisch alternatief voor leverpastei, dat ook geschikt is voor veganisten. Tartex is een merk van Wessanen. Het hoofdkantoor staat in Freiburg im Breisgau.
In 1942 werd in Fribourg, Zwitserland het bedrijf Dyna opgericht, dat in 1946 het merk Tartex registreerde. Vanaf 1948 werd het geëxporteerd naar Duitsland en in 1962 werd in Freiburg im Breisgau een fabriek neergezet. Tartex werd later een onderdeel van Nestlé. In 2001 werd Tartex door het Nederlandse bedrijf Wessanen overgenomen. 